# Liopholis kintorei
Liopholis kintorei là một loài thằn lằn trong họ Scincidae. Loài này được Stirling & Zietz mô tả khoa học đầu tiên năm 1893.